# ノーザンファーム空港牧場
ノーザンファーム空港牧場（ノーザンファームくうこうぼくじょう）とは、北海道苫小牧市字美沢にある競走馬の育成牧場である。社台グループに属する。1982年に開場した。2025年現在の場長は川崎洋史。

## 施設概要
- 厩舎18棟（約500頭収容可能）
- 屋外1,200m直線坂路コース（ニューポリトラック）
- 屋内850m直線坂路コース（ウッドチップとバーク混合）
- 屋内1,000m周回コース（ダート）
- 屋外500m周回コース（ダート）
- 屋外400m周回コース（ダート）
- アエロホース（ウォータートレッドミル）

広さは400ha。敷地内は疫病感染予防、繋養馬の事故などを防ぐため、関係者以外の立入を禁止している。

### 社台ホースクリニック
社台ホースクリニックは1992年に開業した競走馬、種牡馬、繁殖牝馬、乗用馬の診療所である。2009年現在の所長は田上正明（獣医師）。
社台スタリオンステーションを運営する社台コーポレーションの管轄下にあり、大種牡馬ノーザンテーストやサンデーサイレンスもかつてはここで診察を受けていた。社台グループの生産、育成馬のみならず、ほかの牧場の競走馬も診察に訪れることが多く、生産界においてもその治療技術は高く評価されている。2007年に流行した馬インフルエンザの感染についても早い段階から食い止めるよう努力した結果、北海道胆振地方を中心とする牧場への蔓延を最小限に食い止めることができた。
1992年の開業時から2023年5月21日まではノーザンファーム空港牧場内に所在していたが、施設が手狭になってきたことに加えて利便性も考慮し、同年5月22日より苫小牧市植苗に新築移転している。

## 本場以外の施設・関連会社
- 株式会社ノーザンホースパーク（北海道苫小牧市字美沢）
- ノーザンファームYearling（北海道勇払郡安平町早来富岡）
- ノーザンファームしがらき（滋賀県甲賀市信楽町神山）
- ノーザンファーム天栄（福島県岩瀬郡天栄村）
- 有限会社ノーザンレーシング（北海道勇払郡安平町早来源武）
- 有限会社サンデーサラブレッドクラブ
- 有限会社サンデーレーシング（東京都港区）